# Mila Haugová
Mila Haugová (Budapest, 1942. június 14. –) szlovák költő és műfordító.

## Élete
Budapesten született. Gyerekként a szüleivel Szlovákiában számos helyre költözött: Verebély, Nyitra, Zólyomberezna, Aranyosmarót, Léva. Az apját politikai okok miatt 1951 és 1953 között börtönbe vetették. 1959 és 1964 között a nyitrai Szlovák Mezőgazdasági Főiskolán tanult, agronómusként, majd középiskolai tanárként dolgozott. A Varsói Szerződés által elfoglalt Csehszlovákiából Kanadába emigrált, de egy évvel később visszatért szülőföldjére. 1972-ben költözött Pozsonyba. 1986-tól 1996-ig a Romboid irodalmi folyóirat szerkesztője volt. 1996-ban az USA-ban tartózkodott tanulmányúton. Felváltva él Pozsonyban és a dél-szlovákiai Kereskényhez tartozó Nyúlvölgyben.

## Munkássága
Első műveit 1976-ban tette közzé a Nové slovo magazinban. 1980-ban jelent meg az első verseskötete a Hrdzavá hlina címmel. Munkáiban rögzíti a mindennapi eseményeket, a szeretteink tragikus pillanatait, a partnerségeket, azok törékenységét és esetleges szétesését. Munkájának egy részét Petr Ondreička festményei befolyásolták. Egyértelműen nőies költészetre összpontosítva mély érzelmeket fejez ki, még az emberi sebezhetőség és törékenység fokozódása árán is. 20 verskötetet publikált, 2001-ben az Atlas piesku (Homokatlasz), 2006-ban az Orfea köteteket, illetőleg a magyar nyelven írta az Őzgerinc című gyűjteményt. 2002-ben Mila Haugová (Alfa) címmel monográfia jelent meg a szerző munkásságáról a Kalligram Kiadónál (a szerző: Stanislava Chrobáková Repar). A saját munkái mellett angol, német és magyar nyelvből fordított. Verskötetei jelentek meg francia, német, angol és szlovén nyelven is. 2013-ban megkapta a Tatarka Dominika-díjat.

## Művei
- Hrdzavá hlina  (1980)[1] Rozsdás agyag
- Premenlivý povrch (1983)
- Možná neha (1984)
- Čisté dni (1990)
- Praláska (1991)
- Nostalgia (1993)
- Dáma s jednorožcom (1995)
- Alfa Centauri (1996)
- Krídlatá žena (1999)
- Atlas piesku (2001)
- Genotext (2001)
- Zavretá záhrada (reči) (2004)
- Archívy tela (2005)
- Target(s)TERČE (2005)
- Orfea alebo zimný priesmyk (2006)
- Rastlina so snom: vertikála (2007)
- Biele rukopisy (2008)
- Miznutie anjelov (2008)
- Pomalá lukostrelkyňa (2010)
- Plant Room (2011)

### Műfordításai
- Neskoro je, neodchádzaj ... (1984)[2] Túl  késő, ne hagyja el ...
- James Wright: Červenokrídly drozd (2016) Vörös szárnyú rigó

### Memoár
- Zrkadlo dovnútra (2010) Tükör belül

## Magyarul
- A bomlás félideje – Tóth László (szerk.): A kétfejű macska – Öt szlovák költő Tóth László válogatásában és fordításában (Nap Kiadó, Dunaszerdahely, 1997)[3] ISBN 8085509482
- Őzgerinc (Kalligram, Budapest, 2000) ISBN 8071493384
- Magenta. Az Országos Idegennyelvű Könyvtár 14. műfordítás-pályázatának anyaga; szerk. Haluska Veronka; Cédrus Művészeti Alapítvány, Bp., 2019 (Káva téka)

## Fordítás
- Ez a szócikk részben vagy egészben  a   Mila Haugová című szlovák Wikipédia-szócikk ezen változatának fordításán alapul.  Az eredeti cikk szerkesztőit annak laptörténete sorolja fel. Ez a jelzés csupán a megfogalmazás eredetét és a szerzői jogokat jelzi, nem szolgál a cikkben szereplő információk forrásmegjelöléseként.